# José Williams
José Daniel Williams Zapata (Lima, 9 de noviembre de 1951) es un militar retirado, empresario y político peruano. Fue presidente del Congreso de la República del Perú para el periodo anual de sesiones 2022-2023. Ha sido jefe del Comando Conjunto de las Fuerzas Armadas en 2006. Anteriormente fue jefe de la operación Chavín de Huántar, desarrollada en 1997 y considerada una de las más exitosas operaciones de rescate de la historia.

## Biografía
Nació en Lima el 9 de noviembre de 1951. Hijo de José Daniel Williams Acuña y de Rosa María Zapata Quiroga.
Obtuvo una licenciatura en Ciencias Militares en la Escuela Militar de Chorrillos en 2009. Obtuvo un magíster en Desarrollo y Defensa Nacional en el Centro de Altos Estudios Nacionales (CAEN) en 2011.
Es profesor externo de la Universidad San Ignacio de Loyola desde 2018 y conferencista de la Escuela Superior de Guerra desde 2020.

## Carrera militar
En 1995, participó en la guerra del Cenepa.[cita requerida]
En enero de 2005 representando al Gobierno junto con el general PNP Félix Murazzo, estuvo presente en las negociaciones y en la represión del Andahuaylazo.
Fue jefe del Comando Conjunto de las Fuerzas Armadas del Perú, entre 2006 y 2007.
Durante 2009 y 2011, fue director académico del Centro de Altos Estudios Nacionales (CAEN), Ministerio de Defensa.

### Masacre de Accomarca
En 1985, durante la época del terrorismo en Perú, siendo entonces coronel del Ejército peruano, estuvo a cargo de 2 de las 4 patrullas de las Compañías Lince (6 y 7) que participaron en el Plan Huancayoc, operativo militar que culminó en la masacre de Accomarca, donde se asesinó a 69 personas. Dos eventos judiciales en 2005 no encontraron pruebas suficientes para condenar a Williams por ningún delito, aunque los detalles de la reunión en la que se presentó el Plan Huancayoc no se revelaron hasta 2012, cuando se interrogó al subteniente Telmo Hurtado. Según Hurtado, que sirvió a las órdenes de Williams, el coronel dio órdenes de «no dar cuenta por escrito de las bajas terroristas en cualquier operación militar, sino verbalmente» en un intento de «evitar quejas de los familiares de las víctimas». Según el abogado Carlos Rivera Paz, del Instituto de Defensa Legal (IDL), esto no demuestra la participación de Williams en la masacre, sino un intento de encubrimiento. Williams negó haber dado tales órdenes y que, como finalmente se informó, el número de víctimas fue observado durante los juicios en los que se investigó la masacre. La absolución de José Williams del cargo de autor mediato por «falta de pruebas» fue cuestionado por familiares de las víctimas y sus abogados.

### Operación Chavín de Huántar
Williams fue jefe de la operación Chavín de Huántar. Fue llevada a cabo en abril de 1997 para rescatar a los setenta y dos rehenes restantes cautivos del grupo terrorista MRTA. Esta misión fue un éxito y fue considerada una de las más exitosas operaciones de rescate de la historia.
Sin embargo, desde entonces, han aparecido informes que sugieren que cierto número de insurgentes habían sido ejecutados sumariamente después de haberse rendido. Estos descubrimientos han sido seguidos por demandas civiles contra oficiales militares por parte de los familiares de los insurgentes fallecidos.

### Controversias
En 2006, cuando aún era presidente del Comando Conjunto de las Fuerzas Armadas, fue acusado por enriquecimiento ilícito, por lo que fueron retenidas cinco cuentas bancarias a su nombre por presunto enriquecimiento ilícito en agravio del Estado, según la Superintendencia de Banca, Seguros y Administradoras de Fondos de Pensiones de Perú.
En 2021 se le ha querido involucrar de encubrimiento en la masacre de Accomarca, ocurrida en 1985, por la muerte de 69 comuneros, .

## Carrera política

### Congresista
En 2020 se confirmó su participación en las elecciones parlamentarias de Perú de 2021 como candidato al Congreso por el partido Avanza País, liderado por el economista Hernando de Soto.
En las elecciones generales de 2021, fue elegido congresista de la república, con 44 791 votos, para el periodo parlamentario 2021-2026.

#### Presidente del Congreso
El 12 de septiembre de 2022, fue elegido como nuevo presidente del Parlamento, en reemplazo de Lady Camones.

### Vacancia presidencial de Pedro Castillo
El 7 de diciembre de 2022, el Congreso peruano, presidido por Williams Zapata, se reuniría para discutir a las 3:00 p. m. el tercer proceso de vacancia presidencial contra el entonces presidente, Pedro Castillo, por incapacidad moral permanente y presuntos actos de corrupción en su gobierno.
Tras una interpelación en horas de la mañana al exasesor de Vivienda Salatiel Marrufo en el Congreso, el presidente Pedro Castillo a las 11:50 a. m. dio un mensaje a la nación en cadena televisada, en el cual decretó la disolución del Congreso, un estado de excepción y toque de queda inmediato. Dándose así un autogolpe de Estado, que resultó fallido, con resultados de renuncias de una parte de sus ministros, luego vino el pronunciamiento de las Fuerzas Armadas en contra y la destitución de Castillo de su cargo de presidente por el Congreso, tras darse la consulta en el Congreso con una mayoría a favor en la destitución.